# Тетраиодомеркурат(II) калия
Тетраиодомеркура́т(II) ка́лия — неорганическое соединение, комплексная соль калия, ртути и иодистоводородной кислоты с формулой K2[HgI4], светло-жёлтые кристаллы, растворимые в воде, образует кристаллогидрат.

## Получение
- Реакция между концентрированными растворами хлорида ртути и иодида калия:

{\displaystyle {\mathsf {HgCl_{2}+4KI\ {\xrightarrow {}}\ K_{2}[HgI_{4}]+2KCl}}}
- Реакция между концентрированными растворами иодидов ртути и калия:

{\displaystyle {\mathsf {HgI_{2}+2KI\ {\xrightarrow {}}\ K_{2}[HgI_{4}]}}}

## Физические свойства
Тетраиодомеркурат(II) калия образует светло-жёлтые кристаллы.
Образует кристаллогидрат состава K2[HgI4]•2H2O.
Хорошо растворяется в небольшом количестве воды, при разбавлении разлагается.

## Химические свойства
- Безводную соль получают сушкой кристаллогидрата в вакууме:

{\displaystyle {\mathsf {K_{2}[HgI_{4}]\cdot 2H_{2}O\ {\xrightarrow {100^{o}C,vacuum}}\ K_{2}[HgI_{4}]+2H_{2}O}}}
- Разлагается при  нагревании:

{\displaystyle {\mathsf {K_{2}[HgI_{4}]\ {\xrightarrow {400^{o}C}}\ 2KI+HgI_{2}}}}
- В разбавленных водных растворах разлагается:

{\displaystyle {\mathsf {K_{2}[HgI_{4}]\ {\xrightarrow {}}\ 2KI+HgI_{2}\downarrow }}}
- Реагирует с концентрированными кислотами:

{\displaystyle {\mathsf {K_{2}[HgI_{4}]+4H_{2}SO_{4}\ {\xrightarrow {}}\ HgSO_{4}\downarrow +2I_{2}\downarrow +2SO_{2}\uparrow +K_{2}SO_{4}+4H_{2}O}}}
- и щелочами:

{\displaystyle {\mathsf {K_{2}[HgI_{4}]+2KOH\ {\xrightarrow {90^{o}C}}\ HgO\downarrow +4KI+H_{2}O}}}
- Реагирует с раствором аммиака:

{\displaystyle {\mathsf {2K_{2}[HgI_{4}]+4(NH_{3}\cdot H_{2}O)\ {\xrightarrow {}}\ (Hg_{2}N)I\cdot H_{2}O\downarrow +4KI+3NH_{4}I+3H_{2}O}}}

## Применение
Используется в качестве основного компонента реактива Несслера — щелочного водного раствора дигидрата тетраиодомеркурата(II) калия K2[HgI4] • 2H2O.
При взаимодействии с аммиаком NH3 и гуанидинами реактив образует красно-коричневый осадок йодида оксодимеркураммония [OHg2NH2]I или йодида дийоддимеркураммония [I2Hg2NH2]I, с органическими восстановителями (например с первичными и вторичными спиртами, альдегидами) — чёрный осадок металлической ртути (ртуть получается в мелкодисперсном состоянии).
Применяется для качественного обнаружения вышеуказанных соединений, а также для колориметрического определения небольших количеств (около 0,001 % по объёму) аммиака. Предложен к применению немецким химиком Юлиусом Несслером в 1868 году.
Реактив Несслера хранят в тёмной склянке с притёртой пробкой в холодном месте. Реактив должен быть бесцветным. Реактив Несслера содержит ртуть и потому ядовит. Он не должен попадать на пищевые продукты и кожу.